# 사사오입 개헌

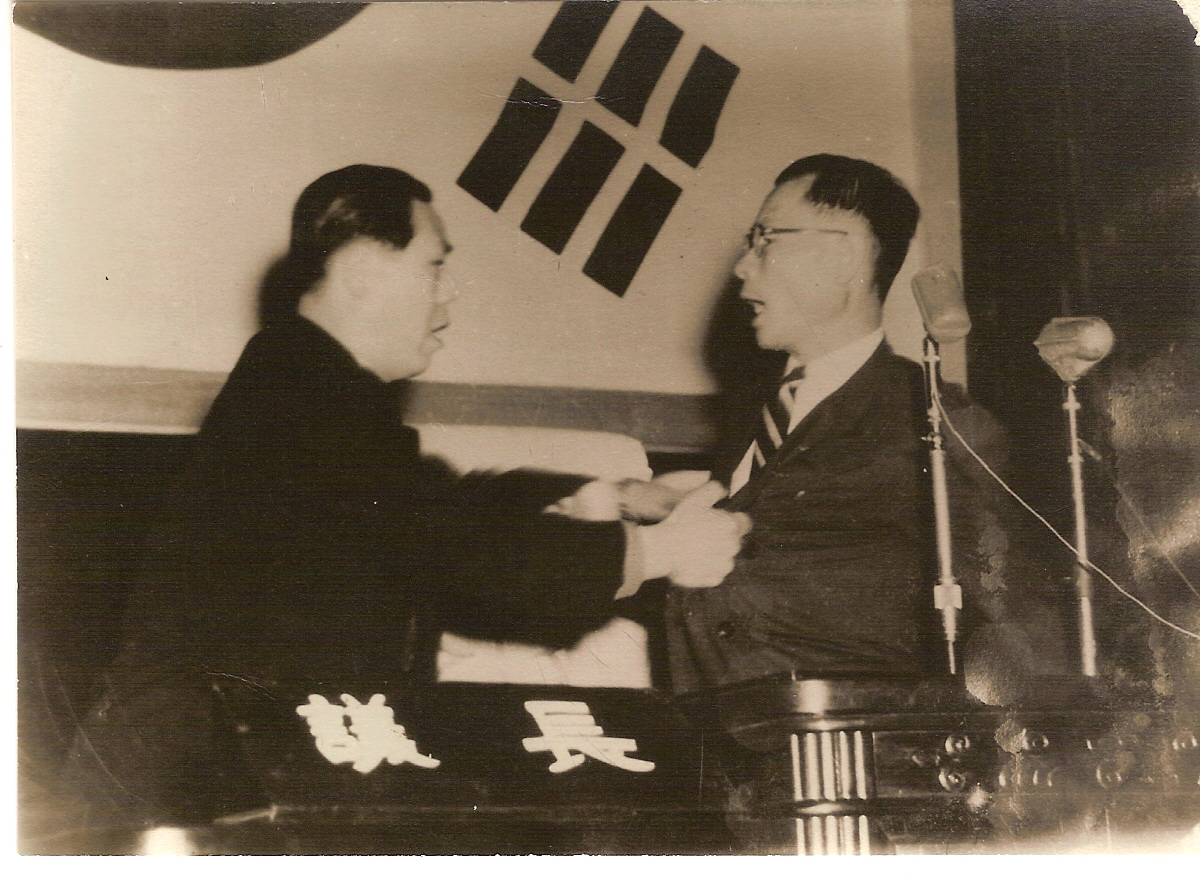
사사오입 개헌안이 통과되자 민주당 의원 이철승이 단상에 뛰어올라 국회부의장 최순주의 멱살을 잡았다.

사사오입 개헌(四捨五入改憲)은 대한민국의 제1공화국 시절의 집권 세력이었던 자유당이 사사오입(四捨五入, 반올림)을 내세워 당시 정족수 미달이었던 헌법 개정안을 통과시켜 대한민국 헌법 제3호가 제정된 사건이다.

## 개요
1954년 5월 20일, 국회의원 선거에서 원내 다수를 차지한 자유당은 이승만의 종신 집권을 가능하게 하기 위하여 "초대 대통령에 한해 중임 제한을 없앤다"는 것을 주요 골자로 한 개헌안을 9월 6일 자유당 소속 의원 136명 중 서명을 거부한 김두한 의원을 제외한 135명과 무소속 윤재욱 의원 등 총 136명의 서명을 받아 발의했다.
그러나 같은 해 11월 27일, 국회 표결 결과 '재적의원 203명 중 2/3이 찬성해야 한다.'는 원칙에 따른 가결정족수(可決定足數) 136명에서 한 명이 모자란 찬성 135표, 반대 60표, 기권 7표라는 결과가 나왔다. 이에 따라 당시 국회부의장 최순주(자유당 소속)는 부결을 선포했으나, 이틀 후 자유당은 이정재 감찰부 차장의 동대문 사단을 국회 방청석에 투입시켰고 사사오입의 원리를 내세워 이를 번복하였다.
원래 재적의원 203명의 2/3은 135.33…명으로서 정족수의 경우 이 숫자보다 많아야 하기 때문에 보통 올림한 숫자인 136명이 맞았다. 그러나 자유당은 당시 서울대학교의 대한수학회장 최윤식 교수까지 내세우며 사사오입, 즉 반올림을 하는 것이 맞는다는 주장을 내세워 정족수를 135명으로 하여 가결된 것으로 정정 선포하였다.
이는 절차적인 면뿐만 아니라 내용적인 면에서도 헌법의 기본 정신에 위배되는 위헌 헌법개정이었고, 이 헌법개정으로 1956년 대통령 선거에서 이승만이 또다시 재선을 하게 되었으며 헌법을 불법적으로 개정하면서까지 혼자서 장기 집권하려는 사례는 장기집권과 독재를 하기 위해 헌법을 마음대로 변개하는 취약성을 드러냈다.

## 같이 보기
- 3·15 부정선거
- 자유당 (대한민국)
- 이기붕
- 이정재 (1917년)
- 이승만
- 제1공화국
- 최순주
- 이철승
- 독재
- 반올림